# Grandes éxitos (álbum de Virus)
Grandes éxitos es el primer álbum recopilatorio del grupo musical de Argentina Virus, editado en 1987 por el sello discográfico Columbia Records.

## Historia
Este fue el primer álbum recopilatorio del grupo musical, y el último que lanzarían con el desaparecido sello CBS Columbia (hoy es conocido como Sony Music Entertainment), ya que tiempo después, el grupo sellaría un jugoso contrato con Ariola Records / RCA. 
En este disco, solo se lanzaron los mejores canciones de los álbumes Wadu-Wadu, Relax y Locura ya que la discográfica no poseía los derechos de los demás trabajos de la agrupación. Además se remezcla la canción «Imágenes paganas», con una mejor calidad de sonido.
Este trabajo se editó en formato casete en 1987 bajo el sello CBS, y se reeditó por única vez en formato CD, en el año 1992, por Sony Music Argentina.

## Lista de canciones
| N.º | Título                        | Música                                         | Escritor(es)                                 | Duración |  |
| 1.  | «Una luna de miel en la mano» | Federico Moura                                 | Eduardo Costa                                | 5:17     |  |
| 2.  | «Wadu-Wadu»                   | Julio Moura                                    | Federico Moura                               | 2:38     |  |
| 3.  | «Amor descartable»            | Julio Moura                                    | Federico Moura                               | 3:33     |  |
| 4.  | «Desesperado secuencia uno»   | Julio Moura.                                   | Julio Moura y Federico Moura                 | 3:20     |  |
| 5.  | «El rock en mi forma de ser»  | Julio Moura                                    | Roberto Jacoby y Julio Moura                 | 2:42     |  |
| 6.  | «Amor o acuerdo»              | Julio Moura                                    | Federico Moura                               | 3:02     |  |
| 7.  | «Me puedo programar»          | Julio Moura                                    | Federico Moura                               | 3:02     |  |
| 8.  | «Imágenes paganas»            | Daniel Sbarra, Enrique Mugetti, Federico Moura | Federico Moura, Roberto Jacoby               | 4:30     |  |
| 9.  | «Soy moderno, no fumo»        | Federico Moura                                 | Felisa Pinto, Federico Moura, Roberto Jacoby | 2:52     |  |
| 10. | «Pronta entrega»              | Julio Moura                                    | Federico Moura                               | 4:36     |  |
| 11. | «Loco, coco»                  | Federico Moura                                 | Roberto Jacoby                               | 2:41     |  |
| 12. | «Caliente café»               | Julio Moura                                    | Roberto Jacoby y Federico Moura              | 3:07     |  |